# 2 Cool 2 Be 4gotten
2 Cool 2 Be 4gotten è un film del 2016 diretto da Petersen Vargas ed interpretato da Khalil Ramos, Ethan Salvador e Jameson Blake.
Il film venne presentato in anteprima il 17 novembre 2016 al 2016 Cinema One Originals Film Festival, dove vinse tre premi, incluso quello di Miglior film. Venne distribuito commercialmente dalla Star Cinema il 15 marzo 2017 in cinema selezionati internazionalmente.

## Trama
Filippine, anni '90. La vita del solitario Felix, studente del secondo anno di liceo, prende una svolta dopo che due nuovi studenti, i fratelli Magnus e Maxim Snyder, si trasferiscono nella sua scuola. Felix si sente attratto da loro, specialmente da Magnus, che diventa suo compagno di classe. Felix stringe amicizia con i due fratelli, i quali lo coinvolgeranno nelle loro oscure e misteriose ambizioni.

## Produzione
Il regista Petersen Vargas ha iniziato la sua carriera nel cinema producendo cortometraggi e girando alcuni video musicali. È diventato famoso dopo aver vinto il premio per la migliore regia per il suo cortometraggio, Lisyun qng Geografia, al Cinemalaya Film Festival 2015. All'inizio del 2016, Vargas contattò il collega regista Jason Paul Laxamana per collaborare ad un concetto di storia che aveva in mente. Ma invece, Laxamana gli ha offerto di dirigere una sceneggiatura che aveva scritto e che originariamente era intitolata Dos Mestizos. Vargas apportò alcune revisioni a questa sceneggiatura ed insieme alla consulente creativa del film, Jade Castro, decise di cambiare il titolo da Dos Mestizos a 2 Cool 2 Be 4gotten per riflettere lo spirito giovanile del film. Il titolo è stato ispirato dalla canzone di Lucinda Williams del 1998, 2 Kool 2 Be 4-gotten, contenuta nell'album Car Wheels on a Gravel Road.
Il film è stato girato in otto giorni in modo che fosse completato in tempo per il 2016 Cinema One Originals Film Festival.

## Riconoscimenti
- 2016 - Cinema One Originals Digital Film Festival[2][8]
  - Miglior film
  - Miglior attore non protagonista a Jameson Blake
  - Miglior fotografia
  - Nomination Miglior regista
  - Nomination Miglior attore a Khalil Ramos
  - Nomination Miglior attore non protagonista a Ethan Salvador
  - Nomination Miglior attrice non protagonista ad Ana Capri
  - Nomination Miglior sceneggiatura
  - Nomination Miglior montaggio
  - Nomination Miglior musica
  - Nomination Miglior suono
- 2017 - Young Critics Circle[9]
  - Miglior film d'esordio'
- 2017 - Lovers Film Festival - Torino LGBTQI Visions[10]
  - Audience Choice Award
- 2017 - Gawad Urian Awards[11]
  - Nomination Miglior attore a Khalil Ramos
- 2017 - Star Awards for Movies[12]
  - Nomination New Movie Actor of the Year a Jameson Blake